# Lecionário 1682
O Lecionário 1682 (designado pela sigla ℓ 1682 na classificação de Gregory-Aland) é um antigo manuscrito do Novo Testamento, paleograficamente datado do Século XVI d.C.[a]
Este codex contém algumas lições dos evangelhos de Mateus, Marcos, Lucas e João (conhecido como Evangelistarium), com algumas lacunas.[a]. Foi escrito em grego, e actualmente se encontra no Museu da Bíblia da Universidade de Münster.